# Дагомба
Даго́мба (самоназва: дагбамба, тж. нґвана) — народ гур у Західному Судані (Західна Африка).

## Розселення і чисельність
Дагомба проживають на півночі Гани в околицях міста Єнді в міжріччі Біла Вольта-Оті. Адміністративно це переважно Північна область країни.
Загальна чисельність — 655 700 чол. (2000).

## Мова і релігія
Мова дагомба — дагбані підгрупи гур нігеро-конголезької групи конго-кордофанської мовної сім'ї.
Писемність — на основі латинської графіки (з поч. ХХ ст.).
Чимало людей дагомба дотримуються традиційних культів (анімізм і культ предків), частина — мусульмани-суніти; є також християни (протестанти і католики).

## Історія
Стратифіковане ранньокласове суспільство сформувалося в дагомба в доколоніальний період. В XV ст. дагомба створили ранньодержавне утворення Дагомба з осередком в Єнді, на чолі якого стояв вождь і рада старійшин з місцевих вождів.
У 1745—1874 рр. королівство Дагомба перебувало в залежності від Конфедерації Ашанті.
З кін. XIX ст. у складі британської колонії Золотий берег.
З 1957 року — в незалежній Гані.

## Господарство і суспільство
Основні традиційні заняття — тропічне ручне, переважно підсічно-вогневе землеробство (ямс, просо, сорго, рис, кукурудза, фоніо, арахіс, бобові) і скотарство.
Серед ремесел розвитку набули ковальство, гончарство, ткацтво, плетіння, різьблення на дереві.
Мисливство, рибальство і збирання плодів поширені в окремих групах, в цілому носять підсобний характер.
Основу соціальної організації складає сільська громада, зберігаються великі родини, патрилінійні роди.

## Матеріальна і духовна культура
Живуть дагомба в круглих глиняних хатинах з конічним верхом із соломи. Традиційні поселення — згруповані в одному місці хатини.
Національний чоловічий костюм — довгі смугасті сорочки з короткими рукавами; у жінок — обернута навколо стегон тканина і накидка на плечі.
У раціоні переважають продукти землеробства (каші, варені і печені ямс, боби тощо).
Вірування пов'язані з магією, культом предків і поклонінням матінці-Землі, для справляння культу якої існували спеціальні жерці (тенгдана).
Розвинутий музичний і усний фольклор.